# Jícaro Abajo
Jícaro Abajo är en ort i Mexiko.   Den ligger i kommunen Cuajinicuilapa och delstaten Guerrero, i den södra delen av landet, 300 km söder om huvudstaden Mexico City. Jícaro Abajo ligger 62 meter över havet och antalet invånare är 171.
Terrängen runt Jícaro Abajo är platt. En vik av havet är nära Jícaro Abajo åt sydväst. Runt Jícaro Abajo är det glesbefolkat, med 8 invånare per kvadratkilometer. Närmaste större samhälle är Cuajinicuilapa de Santa Maria, 18,4 km öster om Jícaro Abajo. Omgivningarna runt Jícaro Abajo är en mosaik av jordbruksmark och naturlig växtlighet.